# Autopista Ventura
La Ruta Estatal de California 134 pero conocida como Ventura Freeway o autopista Ventura (en inglés: California State Route 134) es una carretera estatal estadounidense ubicada en el estado de California. La carretera inicia en el Oeste desde la SR 1  cerca de Ventura hacia el Este en la I 210     en Pasadena, y tiene longitud de 235,6 km (146.369 mi). Esta autopista es la arteria principal en sentido este-oeste del condado de Ventura y del Valle de San Fernando.

## Mantenimiento
Al igual que las autopistas interestatales, y las rutas federales y el resto de carreteras estatales, la Ruta Estatal de California 134 es administrada y mantenida por el Departamento de Transporte de California por sus siglas en inglés Caltrans.

## Cruces
La Ruta Estatal de California 134 es atravesada principalmente por la SR 23  en Thousand Oaks
I 405  en Sherman Oaks
US 101  , SR 134 , SR 170  en North Hollywood
 SR 2  en Glendale